# Matsue (stacja kolejowa)
Matsue (jap. 松江駅 Matsue-eki) – stacja kolejowa w Matsue, w prefekturze Shimane, w Japonii. Znajdują się tu 3 perony.